# Лакшам
Лакшам (бенг. লাকসাম, англ. Laksham) — город на юго-востоке Бангладеш, административный центр одноимённого подокруга. Площадь города равна 14,3 км². По данным переписи 2001 года, в городе проживало 60 926 человек, из которых мужчины составляли 52,31 %, женщины — соответственно 47,69 %. Плотность населения равнялась 4261 чел. на 1 км². Уровень грамотности населения составлял 38,3 % (при среднем по Бангладеш показателе 43,1 %). Лакшам является крупным железнодорожным узлом и торговым центром.